# Charles Lapointe

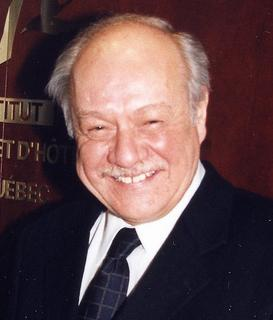
Charles Lapointe (1999)

Charles Lapointe PC (* 17. Juli 1944 in Tadoussac, Québec) ist ein kanadischer Hochschullehrer und Politiker der Liberalen Partei Kanadas, der mehrere Jahre Abgeordneter des Unterhauses sowie zeitweise Minister war.

## Leben
Nach dem Schulbesuch absolvierte Lapointe ein Studium, das er mit einem Bachelor of Arts (B.A.) beendete. Anschließend war er Mitarbeiter im öffentlichen Dienst sowie Hochschullehrer.
Bei der Unterhauswahl vom 8. Juli 1974 wurde Lapointe als Kandidat der Liberalen Partei erstmals zum Abgeordneten in das Unterhaus gewählt und vertrat in diesem bis zu seiner Wahlniederlage bei der Unterhauswahl vom 4. September 1984 den Wahlkreis Charlevoix. Zu Beginn seiner Abgeordnetentätigkeit war er vom 30. Juni 1974 bis 12. Oktober 1976 Vize-Vorsitzender des Ständigen Unterhausausschusses für Indianerangelegenheiten und nördliche Entwicklung.
Am 1. Oktober 1977 übernahm er sein erstes Regierungsamt und war bis zum 26. März 1979 Parlamentarischer Sekretär beim Verkehrsminister. Später wurde er am 3. März 1980 zunächst Staatsminister für Kleinunternehmen und Tourismus und anschließend zwischen dem 30. September 1982 bis zum 8. November 1983 Staatsminister für Außenbeziehungen.
Danach wurde Lapointe am 12. August 1983 von Premierminister Pierre Trudeau zum Minister für Versorgung und Dienstleistungen im 22. kanadischen Kabinett ernannt. Dieses Ministeramt bekleidete auch in der von Trudeaus Nachfolger John Turner gebildeten 23. Regierung Kanadas in der Zeit vom 30. Juni bis zum 16. September 1984. Zeitgleich war er vom 30. Juni bis zum 16. September 1984 auch Minister für öffentliche Arbeiten.
Nach seinem Ausscheiden aus Regierung und Unterhaus wechselte er in die Privatwirtschaft und war Vizepräsident der International Aeroplane Company sowie Präsident für Geschäftsentwicklung des Anlagenbau- und Bauunternehmens SNC Lavalin. Daneben fungiert er seit 1989 als Präsident und Chief Executive Officer (CEO) von Tourisme Montréal. Am 3. Dezember 2002 wurde Lapointe Vorsitzender der Tourismuskommission (Canadian Tourism Commission), der für die Förderung des Tourismus in Kanada zuständigen staatlichen Behörde, und bekleidete dieses Amt bis zum 27. Februar 2008.